# Сидни-Ланир
Сидни-Ланир (англ. Lake Sidney Lanier, Lake Lanier, Buford Lake, Buford Reservoir) — водохранилище на юго-востоке США. Образуется плотиной Бьюфорд в верхнем течении реки Чаттахучи, на расстоянии 56 км к северо-востоку от Атланты. Располагается в северной части штата Джорджия, на территории 4 округов: Форсайт, Гуиннетт, Холл и Досон. Построено инженерными войсками США в 1950-е годы.
Названо в честь поэта и музыканта Сиднея Ланье решением Конгресса, утвержденным 29 марта 1956 года.
Водохранилище находится на высоте 328 м над уровнем моря. При длине около 42 км покрывает почти 76 км бывшего русла реки. Протяжённость береговой линии составляет около 1114 км. Возле плотины глубина достигает 61 м.